# Cnethodonta
Cnethodonta é um gênero de traça pertencente à família Arctiidae.